# Krzysztof Linke
Krzysztof Linke (ur. 27 kwietnia 1946 w Poznaniu, zm. 16 grudnia 2016) – polski specjalista chorób wewnętrznych, prof. dr hab. nauk medycznych.

## Życiorys
Urodził się 27 kwietnia 1946. W 1976 obronił pracę doktorską otrzymując doktorat w zakresie nauk medycznych, a 22 lutego 1993 habilitował się na podstawie oceny dorobku naukowego i pracy zatytułowanej Zanikowe zapalenie błony śluzowej żołądka. Możliwości i ograniczania metod rozpoznawczych z uwzględnieniem żołądkowego układu regulacji hormonalnej. 21 października 2003 uzyskał tytuł naukowy profesora nauk medycznych. Pełnił funkcję kierownika Katedry i Kliniki Gastroenterologii, Żywienia Człowieka i Chorób Wewnętrznych na II Wydziale Lekarskim Uniwersytetu Medycznego im. Karola Marcinkowskiego w Poznaniu.

## Życie prywatne
Jego żoną była Aleksandra z którą miał syna Michała.

## Wybrane publikacje
- 2004: Wpływ palenia tytoniu na przebieg choroby Lesniowskiego-Crohn’a u chorych z obecnym wariantem mutacji genu NOD2/CARD 15 w populacji polskiej[1]
- 2006: CD4+ and CD8+ lymphocytes in chronic liver diseases[1]
- 2006: Effect of creatine supplementation on antioxidant status in patients with chronic liver disease[1]
- 2008: Clinical utility of the assessment of fecal calprotectin in Leśniowski-Crohn’s disease[1]
- 2012: Infliximab and adalimumab modulate apoptosis of lamina propria lymphocytes in patients with Crohn’s disease in Fas-independent pathway[1]